# Ahmad Mohammed Salih
Pour les articles homonymes, voir Saleh.
Ahmad Muhammad Salih (arabe : أحمد محمد صالح ; 1898-1973, Omdurman) est l'un des pionniers de la poésie patriotique au Soudan, et il est également un homme politique choisi comme membre du Conseil de souveraineté soudanais lors de l'indépendance du Soudan en 1956. Il est l'auteur de l'hymne national soudanais.

## Enfance et formation
Ahmad Muhammad Salih est né à Omdurman en 1898. Il étudie au Gordon Memorial College (aujourd'hui l'Université de Khartoum), où il obtient son diplôme en 1914. Il est connu pour son penchant pour la poésie arabe et anglaise, car il mémorise de nombreux poèmes publiés dans ces deux langues qui tombent entre ses mains,.

## Carrière
Il travaille comme enseignant après avoir obtenu son diplôme universitaire et progresse dans la carrière jusqu'à atteindre le poste de surintendant d'école (directeur). Il travaille également comme employé au ministère de l'Éducation (en) et gravit les échelons administratifs jusqu'à devenir directeur adjoint du savoir. Il travaille également comme enseignant au Gordon Memorial College de Khartoum.

### Politique

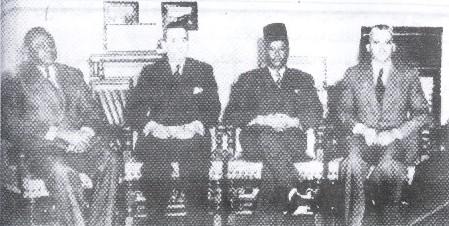
Le premier Conseil de souveraineté soudanais (sans compter Ahmad Muhammad Salih), de droite à gauche : Ahmed Mohammed Yassin, Dardiri Mohammed Osman, Abdel Fattah al-Maghrabi et Siricio Iro Wani.

Saleh est connu pour sa poésie patriotique contre le colonialisme pendant la période de domination condominiale au Soudan, et il en arrive au point de se heurter à l'administration britannique sur plusieurs questions et aux décisions qu'elle impose au pays, notamment lorsqu'il refuse d'obéir à un ordre du l'administration obligeant les enseignants des écoles à porter la jubbah et le caftan au lieu de l'uniforme français. C'est un orateur compétent qui prêche en arabe et en anglais.
Le Soudan obtient son indépendance le 1er janvier 1956 du régime de condominium anglo-égyptien, avec un système de gouvernement présidentiel, un Conseil de souveraineté de cinq membres et un système parlementaire,,. Le Conseil de souveraineté est formé et comprend : Ahmad Muhammad Salih, Ahmed Mohammed Yassin (Parti unioniste national (en)), Dardiri Muhammad Uthman (Partis d'opposition), Abdel Fattah al-Maghrabi et Siricio Iro Wani (Parti libéral du Sud (en)). Le conseil est dissous après le coup d'État militaire de 1958 (en).

## Travaux littéraires
Salih publie son recueil de poésie With the Free, à Khartoum en 1998 par l'Autorité nationale de la culture et de l'information, et sa poésie se distingue par sa puissance d'expression et sa sobriété. Le poète soudanais Abdullah Muhammad Omar al-Banna dit de lui qu'il est « le plus poétique du Soudan », tandis que ses partisans et admirateurs de sa poésie l'appellent Professeur al-Sha'ir (ou professeur de poésie). Ahmed Mohamed Saleh conserve dans sa poésie les origines des spectacles d'Al-Khalili,,.

### Hymne national
Parmi ses poèmes les plus célèbres se trouve le poème « Nous sommes les soldats de Dieu, les soldats de la nation », qui est publié dans son recueil With the Free et qui devient plus tard l'hymne national du Soudan et de la Force de défense soudanaise, le noyau de la Hymne actuel des forces armées soudanaises,. Ensuite, les quatre premiers couplets sont choisis pour former le texte poétique de la musique de la Paix républicaine soudanaise. Pendant l'indépendance, ce qui est composé par le colonel Ahmed Morgan, devient plus tard l'hymne national soudanais,.